# Radepont
Radepont és un municipi francès situat al departament de l'Eure i a la regió de Normandia. L'any 2007 tenia 760 habitants.

## Demografia

### Població
El 2007 la població de fet de Radepont era de 760 persones. Hi havia 262 famílies de les quals 52 eren unipersonals (24 homes vivint sols i 28 dones vivint soles), 93 parelles sense fills, 113 parelles amb fills i 4 famílies monoparentals amb fills.
La població ha evolucionat segons el següent gràfic:
Habitants censats

### Habitatges
El 2007 hi havia 302 habitatges, 268 eren l'habitatge principal de la família, 15 eren segones residències i 19 estaven desocupats. 284 eren cases i 17 eren apartaments. Dels 268 habitatges principals, 215 estaven ocupats pels seus propietaris, 45 estaven llogats i ocupats pels llogaters i 7 estaven cedits a títol gratuït; 8 tenien una cambra, 8 en tenien dues, 42 en tenien tres, 92 en tenien quatre i 118 en tenien cinc o més. 221 habitatges disposaven pel capbaix d'una plaça de pàrquing. A 112 habitatges hi havia un automòbil i a 130 n'hi havia dos o més.

### Piràmide de població
La piràmide de població per edats i sexe el 2009 era:
| Homes | Edats   | Dones |
| ----- | ------- | ----- |
| 0     | 95 o +  | 4     |
| 0     | 90 a 94 | 0     |
| 0     | 85 a 89 | 0     |
| 12    | 80 a 84 | 0     |
| 16    | 75 a 79 | 4     |
| 12    | 70 a 74 | 12    |
| 20    | 65 a 69 | 12    |
| 16    | 60 a 64 | 12    |
| 16    | 55 a 59 | 20    |
| 28    | 50 a 54 | 24    |
| 36    | 45 a 49 | 20    |
| 28    | 40 a 44 | 32    |
| 24    | 35 a 39 | 12    |
| 44    | 30 a 34 | 36    |
| 20    | 25 a 29 | 24    |
| 16    | 20 a 24 | 24    |
| 24    | 15 a 19 | 28    |
| 12    | 10 a 14 | 0     |
| 16    | 5 a 9   | 36    |
| 20    | 0 a 4   | 12    |

## Economia
El 2007 la població en edat de treballar era de 526 persones, 381 eren actives i 145 eren inactives. De les 381 persones actives 320 estaven ocupades (180 homes i 140 dones) i 61 estaven aturades (43 homes i 18 dones). De les 145 persones inactives 46 estaven jubilades, 42 estaven estudiant i 57 estaven classificades com a «altres inactius».

### Ingressos
El 2009 a Radepont hi havia 259 unitats fiscals que integraven 687 persones, la mediana anual d'ingressos fiscals per persona era de 18.855 €.

### Activitats econòmiques
Dels 18 establiments que hi havia el 2007, 1 era d'una empresa extractiva, 1 d'una empresa de fabricació d'altres productes industrials, 6 d'empreses de construcció, 4 d'empreses de comerç i reparació d'automòbils, 1 d'una empresa de transport, 3 d'empreses d'hostatgeria i restauració, 1 d'una empresa financera i 1 d'una empresa de serveis.
Dels 6 establiments de servei als particulars que hi havia el 2009, 1 era un paleta, 2 fusteries, 1 empresa de construcció i 2 restaurants.
L'únic establiment comercial que hi havia el 2009 era una botiga de menys de 120 m².
L'any 2000 a Radepont hi havia 8 explotacions agrícoles que ocupaven un total de 348 hectàrees.

## Equipaments sanitaris i escolars
El 2009 hi havia una escola elemental integrada dins d'un grup escolar amb les comunes properes formant una escola dispersa.

## Poblacions més properes
El següent diagrama mostra les poblacions més properes.